# Borís Petropávlovski
Borís Serguéyevich Petropávlovski  (en ruso: Бори́с Серге́евич Петропа́вловский) (Kursk, 26 de mayo (14 de mayojul) de 1898 - Leningrado, 6 de noviembre de 1933), fue uno de los organizadores del desarrollo de la técnica de los misiles en la URSS. Héroe del Trabajo Socialista en 1991 a título póstumo.

## Biografía
En 1915 se graduó en el Cuerpo de Cadetes Suvórovsky de Varsovia, iniciándose a continuación en la Escuela de Artillería Constantín en Petrogrado.
Entre 1918 y 1919 fue secretario del comité ejecutivo del consejo de obreros y campesinos del distrito de Novotorzhsky.
A partir de 1919 sirvió en el Ejército Rojo. Participó en los combates contra el Ejército Blanco en los frentes del sur y del Oeste, interviniendo en batallas en Transcaucasia y en el Asia Central. Fue miembro del Partido Comunista desde la década de 1920.
En 1929 se graduó en la Academia Técnica Militar. F. E. Dzerzhinskogo en Leningrado, después de lo cual fue enviado al Laboratorio de Dinámica de Gases que dirigió en 1930 y 1931, cargo en el que fue sustituido por Nicolái Ilín
Contribuyó a la creación de los cohetes  "Katiusha".
Tras contraer una afección pulmonar durante el ensayo de los cohetes en un campo de entrenamiento, murió al poco tiempo víctima de la tuberculosis.
Fue enterrado en el cementerio de Smolensk en Leningrado.

## Premios
El reconocimiento oficial a Petropávlovski, Iván Kleimionov y otros participantes en la creación del Katiusha, el famoso cohete utilizado durante la Segunda Guerra Mundial, les llegó en el año 1991. Mediante un decreto del Presidente de la URSS Mijaíl Gorbachov de fecha 21 de junio de 1991, Iván Kleimionov Gueorgui Languemak, Petropávlovski y otros integrantes destacados del desarrollo del cohete recibieron póstumamente el título de Héroe del Trabajo Socialista.

## Eponimia
- El cráter lunar Petropavlovskiy lleva este nombre en su memoria.[2]